# Милош Јојић
Милош Јојић (Стара Пазова, 19. март 1992) српски је фудбалер. Игра у везном реду.

## Клупска каријера
Прве фудбалске кораке направио у Јединству из Старе Пазове, где је и запажен његов таленат, па се већ са 11 година придружио београдском Партизану. Професионални уговор са Партизаном потписао је 24. јануара 2012. заједно са Милошем Остојићем. Остао је на позајмици у Телеоптику до краја сезоне 2011/12.
На свом дебију за Партизан, 15. септембра 2012, постигао је гол против Хајдука из Куле. На 144. вечитом дербију, одиграном 18. маја 2013, постигао је гол из слободног ударца у 90. минуту за победу од 1:0. Са Партизаном је освојио Суперлигу Србије у сезони 2012/13. У избору Заједнице суперлигаша Јојић је проглашен за најбољег играча јесењег дела шампионата Србије у сезони 2013/14. Жири који је донео ову одлуку чинили су шефови стручних штабова свих 16 тимова који наступају у Суперлиги.
У јануару 2014. потписао је четвороипогодишњи уговор са Борусијом из Дортмунда. За Борусију је званично дебитовао у Бундеслиги 15. фебруара на утакмици са Ајнтрахтом из Франкфурта, када је у 68. минуту игре ушао са клупе. Само 17 секунди након уласка у игру постигао је гол, чиме је постао дебитант који је најбрже постигао гол у историји Бундеслиге, а нашао се и на 3. месту на листи резервних играча који су најбрже дали гол након уласка у игру. Са Борусијом је освојио немачки Суперкуп 2014. године.
У јулу 2015. потписао је за Келн. Играч Келна био је пуне три сезоне, али је напустио клуб након испадања у Другу лигу. Јојић је за Келн одиграо 59 бундеслигашких утакмица и постигао осам голова.
У јулу 2018. потписао је за турског суперлигаша Истанбул Башакшехир. У сезони 2018/19, Јојић је у свим такмичењима одиграо 14 утакмица и забележио по један гол и асистенцију. У првом делу сезоне 2019/20. изгубио је место у тиму, није забележио ниједан наступ, па је у јануару 2020. позајмљен аустријском бундеслигашу Волфсбергеру до краја сезоне. Вратио се у Истанбул по истеку позајмице, али није забележио ниједан наступ за турски клуб на почетку 2020/21. сезоне.
Почетком октобра 2020. раскинуо је уговор са Истанбул Башакшехиром како би се вратио у Партизан, са којим је потписао двогодишњи уговор. У Партизану је провео две сезоне, затим је пола године био без ангажмана да би у фебруару 2023. потписао за летонску Ригу. Провео је непуне две године у Риги и са клубом је освојио по један летонски Куп и Суперкуп. У јануару 2025. прешао је у шпанског друголигаша Кастељон са којим је потписао уговор до краја такмичарске 2024/25.

## Репрезентација
Наступао је за омладинску репрезентацију Србије до 19 година као и за младу репрезентацију до 21 године.
За сениорску репрезентацију Србије је дебитовао голом 11. октобра 2013. у пријатељском сусрету против Јапана (2:0) у Новом Саду.

### Голови за репрезентацију
| #  | Датум             | Место                       | Противник | Гол   | Резултат | Такмичење   |
| -- | ----------------- | --------------------------- | --------- | ----- | -------- | ----------- |
| 1. | 11. октобар 2013. | Стадион Карађорђе, Нови Сад | Јапан     | 2 : 0 | 2 : 0    | Пријатељска |